# Umstelleinrichtung für Druckluftbremsen

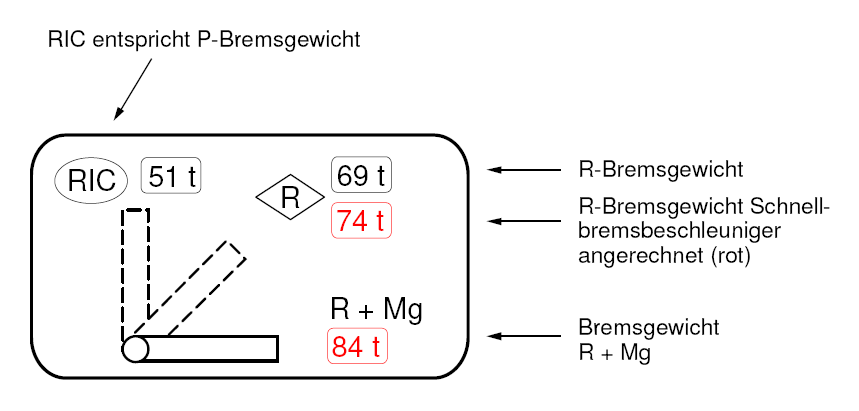
Darstellung des Umstelleinrichtung eines Reisezugwagens mit Stellungen RIC (P)- R- und R+MG Bremsanschriften

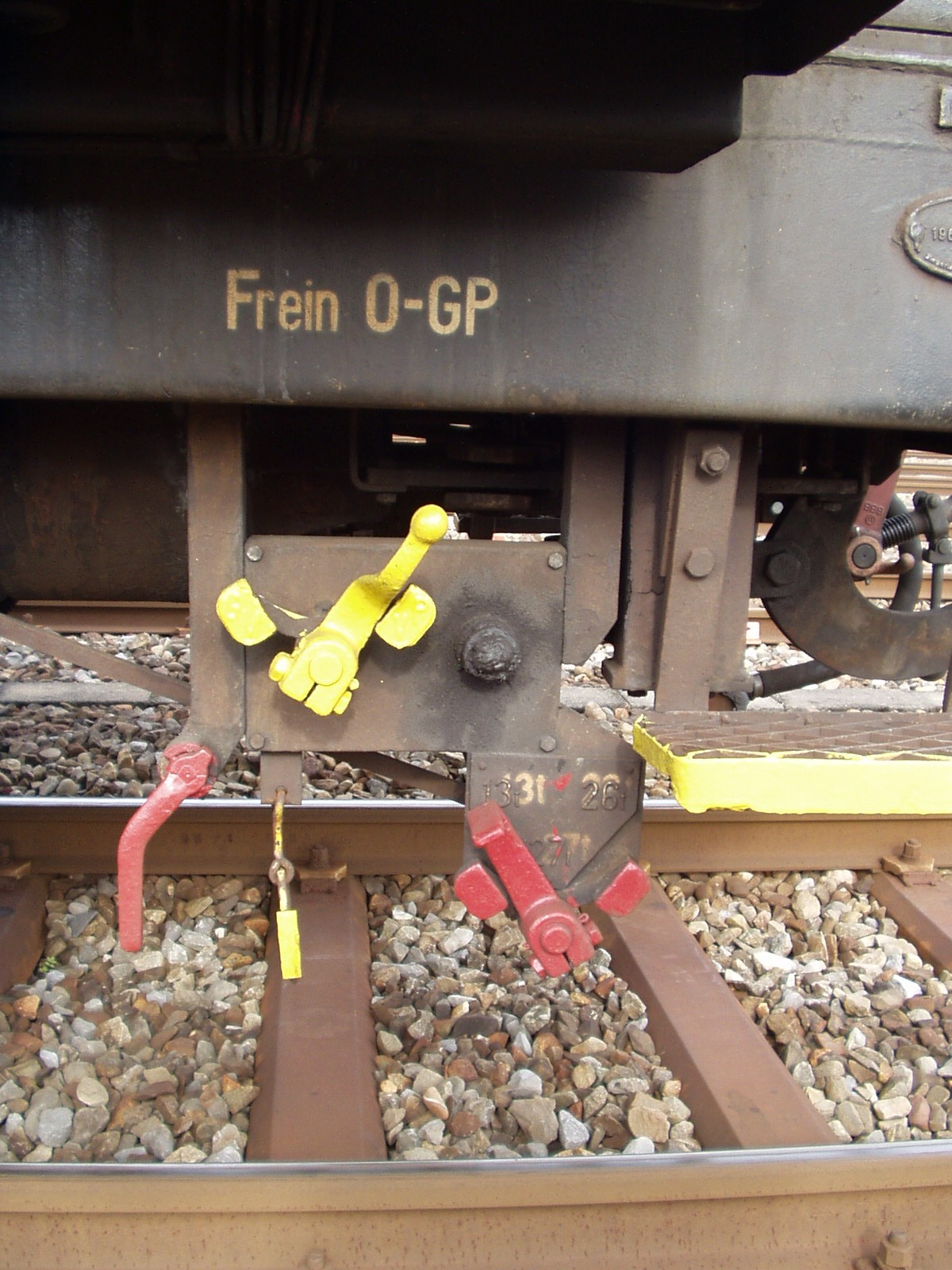
Umstelleinrichtungen (gelb) eines Güterwagens. Oben in weißer Schrift die Bremsbauart. Hier handelt es sich um eine Oerlikon-Bremse mit den Bremsstellungen G und P. Der manuelle Lastwechsel wird rechts mit dem roten Kurbelgriff eingestellt.

Die Umstelleinrichtung für Druckluftbremsen ist die Bezeichnung der UIC für ein Bauteil der Druckluftbremse an einem Eisenbahnfahrzeug, das dafür benutzt wird, die unterschiedlichen Bremsarten und das Bremsverhalten dieses Fahrzeuges einzustellen.

## Varianten
Je nach vorhandenen Stellungen der Bremse wird diese Umstellvorrichtung entsprechend den Bremsarten auch als Umstelleinrichtung G-P bzw. G-P-Wechsel, Umstelleinrichtung G-P-R bzw. G-P-R-Wechsel, Umstelleinrichtung P-R bzw. P-R-Wechsel oder Umstelleinrichtung P-R-MG bzw. P-R-MG-Wechsel bezeichnet. 
Zum Begriff „Umstelleinrichtungen für Druckluftbremsen“ gehören auch die verschiedenen Varianten des Lastwechsels. Diese Varianten des Lastwechsels gibt es nicht nur bei der Druckluftbremse, sondern auch bei der Saugluftbremse. Deswegen werden die verschiedenen Arten der Lastabbremsung nicht in diesem Artikel behandelt, sondern in einem eigenen. Siehe Artikel  Lastabbremsung.
Es gibt noch eine veraltete Umstelleinrichtung bei der Druckluftbremse, diese wurde dazu verwendet, bei den einlösigen Bremsen ein Zusatzventil zuzuschalten. Zum einen waren das die Löseartwechsel. Diese wurden dazu verwendet, um – durch Zuschalten eines Zusatzventils – aus der einlösigen Bremse eine mehrlösige Bremse zu machen. Der typische Vertreter war das Rihosek-Leuchter-Ventil, das bei der Knorr-Bremse und Westinghouse-Bremse verwendet wurde (mit Rihosek-Leuchter-Ventil Bauartabkürzung K-RL und W-RL). Die zweite Art waren die „Geländewechsel“, mit denen eine unterschiedlich verzögerte Entlüftung des Bremszylinders eingestellt werden konnte. Durch die generelle Ächtung der einlösigen Bremse sind diese Umstellvorrichtungen heute unüblich und kommen deswegen auch nicht mehr in den internationalen Reglementen vor.

## Umstelleinrichtung G-P, P-R, G-P-R usw. gemäß UIC-Definition
Bei normalspurigen Personen- und Güterwagen in Europa ist der Hebel für die Umstelleinrichtung der Bremsart von der UIC genormt (Personenwagen im Regolamento Internazionale delle Carrozze (RIC), Güterwagen im Allgemeinen Vertrag für die Verwendung von Güterwagen (AVV)). Nach dieser Norm besitzt der Hebel einen runden Knauf (Kugelgriff) oder eine Schleife (Schlaufengriff) und ist in der Regel gelb angestrichen. Die möglichen Stellungen sind von links nach rechts G, P, R und R+Mg. Dabei besitzt aber nicht jedes Fahrzeug alle diese Stellungen, sondern oft nur zwei oder drei. Bei Personenwagen, die international verwendungsfähig sind und bei denen die Personzugbremse den Vorgaben der RIC-Vorschriften entspricht, muss die Stellung P mit einem besonders hervortretenden Zeichen RIC versehen sein.
Bei der jeweiligen Hebelstellung bei Personenwagen sind auch die zu dieser Stellung gehörenden Anschriften des Bremsgewichts angebracht: in Schwarz die reine Bremswirkung der Druckluftbremse ohne zusätzliche Bremsbauteile (wie beispielsweise den Bremsbeschleuniger), in Rot das erhöhte Bremsgewicht, das diese Bauteile mitberücksichtigt.
Bei Güterwagen unterscheidet sich das Bremsgewicht zwischen der Stellung G und P in der Regel nicht, deshalb findet sich bei diesen direkt beim Hebel des G-P-Wechsels keine Bremsgewichtsangabe. Jedoch werden je nach Bremsstellung des Zuges prozentual unterschiedlichen Abzüge der Bremshundertstel gemacht. Bei den Güterwagen – welche heute in der Regel mit einer Lastabbremsung versehen sind – befinden sich die Bremsgewichte beim manuellen Lastwechsel oder – wenn keine Hebel zum Ändern des Bremsgewichtes zu bedienen sind – in der Nähe der Bedienelemente der Bremsen am Langträger.
Anhand von unterschiedlichen Kriterien wird für Wagen eine Bremsstellung vorgeschrieben. Bei der Bremsstellung G ist die Umstellvorrichtung auf die Stellung G zu bringen. Wenn diese Stellung an einem Fahrzeug nicht vorhanden ist (sondern nur eine andere schnellwirkende Bremsart), muss meistens – entsprechend den Betriebsvorschriften – die Bremse ausgeschaltet werden.

## Alternative Bezeichnungen
- In den schweizerischen Fahrdienstvorschriften wird der Begriff Umstellvorrichtung(en) verwendet.[6]
- Bei Eisenbahnen in Deutschland ist der Begriff Bremsstellungswechsel verbreitet.[7]